# El olvido que seremos (película)
El olvido que seremos es una película colombiana del año 2020 dirigida por Fernando Trueba y basada en la novela homónima de Héctor Abad Faciolince. La cinta obtuvo cinco Premios Platino en 2021, entre ellos los galardones a mejor película y mejor director, obtuvo tres Premios Macondo 2021, entregados por la Academia Colombiana de Artes y Ciencias Cinematográficas, incluyendo el de mejor actriz principal.
La película fue incluida dentro de la selección oficial del Festival de Cannes 2020, que debido a la pandemia de enfermedad por coronavirus de 2020 en Francia no se celebró en su forma habitual. La cinta clausuró, fuera de concurso, la sección oficial de la sexagésimo octava edición del Festival de San Sebastián.
Esta película ganó igualmente el premio al mejor filme del Festival Cine Horizontes en Marsella (Francia) en enero de 2021 y fue galardonada con un Premio Goya a la mejor película iberoamericana en 2021.

## Argumento
La cinta se ambienta durante la violencia que vivió Colombia en los años 80 y buena parte de los 90, época de los grandes capos de la droga y los grupos paramilitares que, con el respaldo de sectores políticos y militares, acallaban las voces de aquellas personas críticas del establecimiento (defensores de derechos humanos, profesores universitarios, sindicalistas, integrantes y simpatizantes de movimientos y partidos políticos de izquierda). Esa época sirve como telón de fondo para contar la vida de Héctor Abad Gómez desde la visión amorosa y orgullosa de su hijo Héctor Abad Faciolince, como una especie de homenaje a su padre ya fallecido, mostrando el amor incondicional de un padre a un hijo y viceversa, como un vínculo casi sobrenatural que liga a los implicados en un contrato que sólo se rompe con la muerte de uno de ellos. Es un amor que crece con los años entre su padre y él, convirtiéndose en una narración que trae a colación la vida, obra y muerte de su padre, del dolor profundo que le causó un país que se hundía en la más negra de sus horas, violentando y masacrando a todo aquel que diera su voz de protesta.
La cinta es entendible en la medida que remarca los estereotipos de una época trágica que aún no ha sido totalmente explorada ni explicada, utilizando como fuente la visión idealizada que un hijo tiene de su padre asesinado.

## Reparto
- Adriana Ospina como Silvia
- Aída Morales como Gilma
- Camila Zárate como Sol
- Elizabeth Minotta como Vicky
- Gianina Arana como Andrea
- Gustavo Angarita como Aguirre
- Javier Cámara como Héctor Abad Gómez
- Juan Pablo Urrego como Héctor
- Kami Zea como Marta
- Kepa Amuchastegui como Arzobispo
- Laura Londoño como Clara
- Laura Rodríguez como Bárbara
- Luciana Echeverry como Sol Niña
- Luz Myriam Guarin como Hermana Josefa
- María Teresa Barreto como Mariluz
- Nicolás Reyes Cano como Quiquin
- Patricia Tamayo como Cecilia Faciolince
- Whit Stillman como Dr. Richard Saunders

## Premios
- 2021 - Premio Goya a la mejor película iberoamericana.[9]
- Nominada en los Premios Ariel 2021 de la Academia Mexicana de Artes y Ciencias Cinematográficas como mejor película iberoamericana.
- 2021 - Premios Platino[10]
  - Premio Platino a mejor película iberoamericana de ficción
  - Premio Platino a la mejor dirección (Fernando Trueba)
  - Premio Platino a mejor guion (David Trueba)
  - Premio Platino a mejor interpretación masculina (Javier Cámara)
  - Premio Platino a mejor dirección de arte (Diego López)
- 2021 Produ Awards a mejor película estrenada en plataforma[11]
- 2021 Premios Macondo[2]
  - Premio Macondo a mejor actriz principal (Patricia Tamayo)
  - Premio Macondo a mejor dirección de arte (Diego López)
  - Premio Macondo a mejor vestuario (Ana María Urrea)